# Datnioididae
Famille
Les Datnioididae sont une famille de poissons de l'ordre des Perciformes représentée par un seul genre et cinq espèces.
Toutes ces espèces vivent en eau douce et certaines peuvent également se rencontrer en eau saumâtre.

## Liste des genres
- Datnioides Bleeker, 1853

## Liste des espèces
- Datnioides campbelli
- Datnioides microlepis ou Perche-tigre ; poisson d'eau douce carnivore de 40 cm ; Thaïlande, Cambodge, Bornéo et Sumatra[2]
- Datnioides pulcher ou Perche-tigre siamoise
- Datnioides quadrifasciatus ou Datnioides polota ; poisson d'eau douce et saumâtre carnivore de 30 cm ; du Gange (Inde) à l'Indonésie via la Birmanie, la Thaïlande et la Malaisie[3]
- Datnioides undecimradiatus

Datnioididae
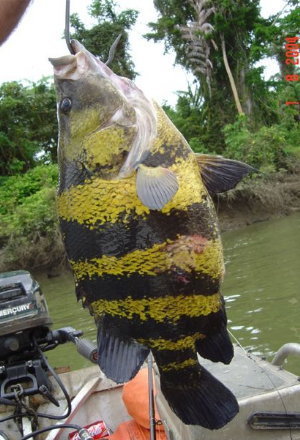
Datnioides campbelli
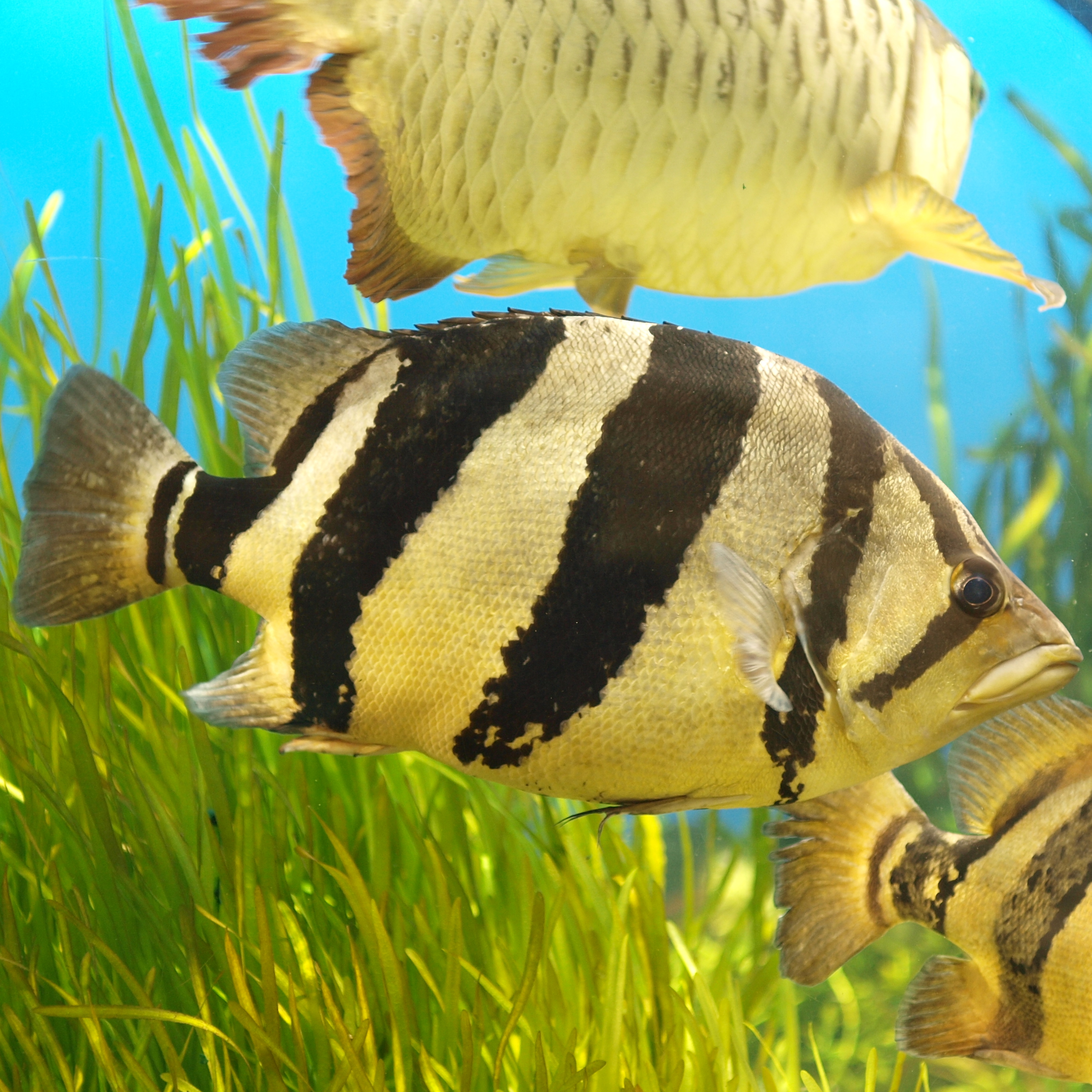
Datnioides pulcher
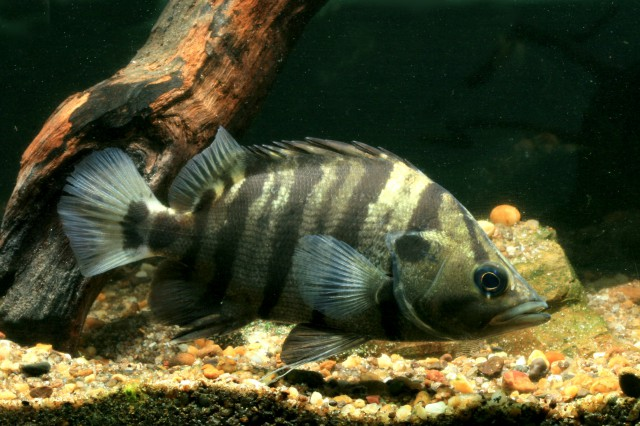
Datnioides polota
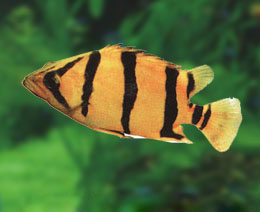
Datnioides undecimradius

## Aquariophilie
Certaines espèces sont proposées dans les magasins d'aquariophilie.